# Scuola del Carmine
La Scuola del Carmine è un edificio religioso di origine medievale che si affaccia sul sagrato della Basilica del Carmine (ora piazza Petrarca) a Padova. Era sede della Fraglia della Beata Vergine del Carmelo. Conserva affreschi di Giulio Campagnola e Domenico Campagnola, Girolamo Tessari e Stefano dall'Arzare.

## Storia

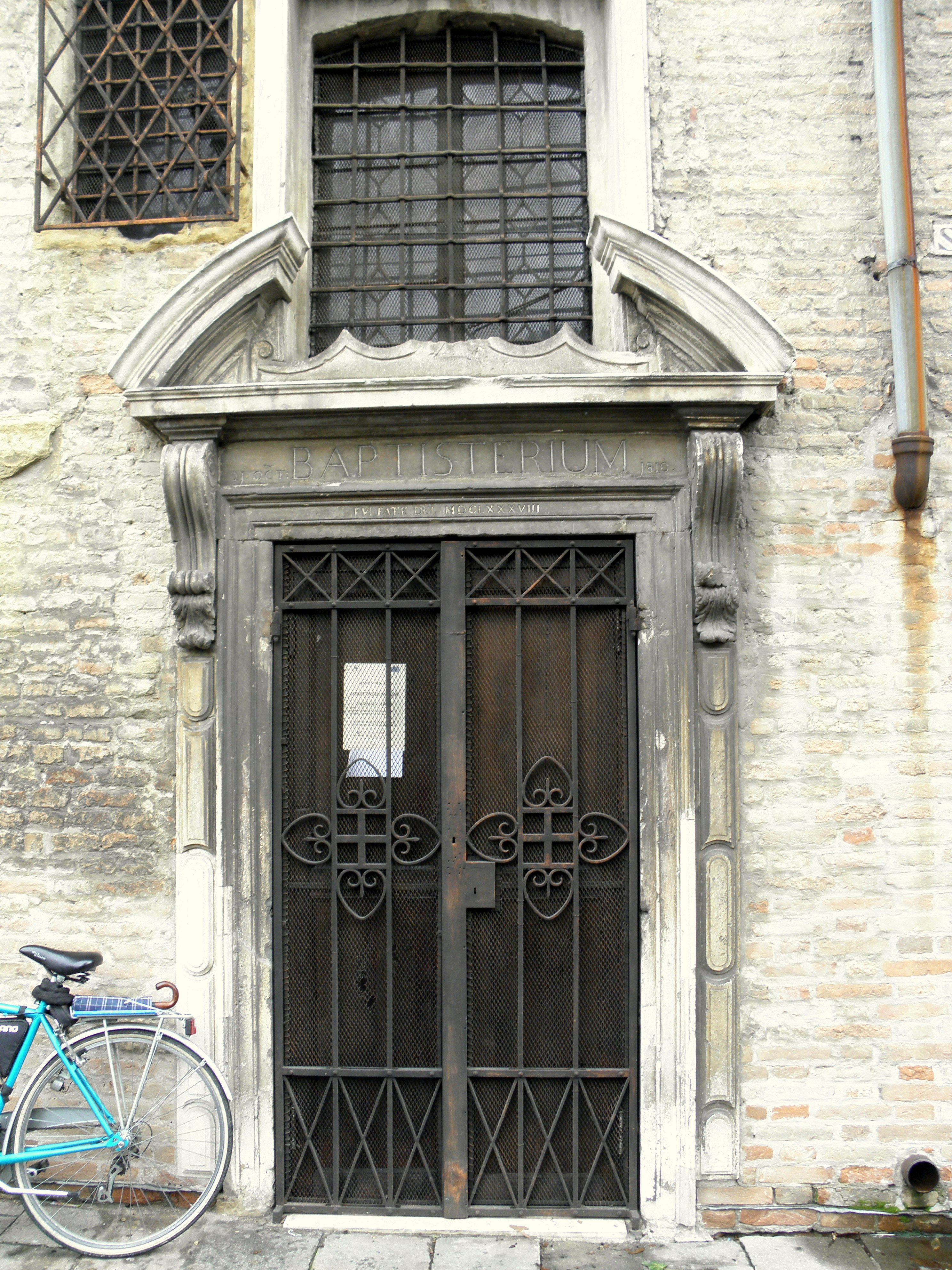
Portale di accesso alla Scuola del Carmine.

La Confraternita della Beata Vergine del Carmelo nacque verso il 1330 da una precedente forma di apostolato di impronta carmelitana. La primitiva sede era probabilmente posta in una delle cappelle della Basilica. La fraglia, aperta ad ogni ceto sociale, si caratterizzava per i momenti di preghiera in comune e per le opere di carità tenendo infatti una cassa comune per opere di misericordia. Nel 1367 Guglielmo del Sale, per conto della confraternita, ottenne dai carmelitani l'uso degli spazi sopra il refettorio del convento. Questi ambienti furono utilizzati come scuola sino al 1492 quando tornarono in usufrutto dei Padri che vi trasferirono il refettorio, lasciando quello vecchio ai confratelli "del Carmelo" che avviarono subito lavori di adeguamento. Gli interventi di decorazione pittorica avviati agli inizi del Cinquecento (1505 o 1507) da Giulio Campagnola si protrassero, tra rifacimenti e ridipinture, sino al 1560 con i lavori di Stefano dall'Arzare. Nel 1739 si costruì un nuovo altare rococò. A seguito delle legislazioni ecclesiastiche napoleoniche la confraternita fu abolita e la scuola divenne dapprima battistero della nuova Parrocchia dei Carmini (1810) e poi magazzino e ripostiglio. Oggi, dopo il restauro degli affreschi e dell'altare, è cappella officiata appartenente alla parrocchia del Carmine ed è aperta al pubblico dai volontari del Touring Club Italiano.

## Descrizione
La scuola si inserisce nel complesso del XIII secolo già convento dei Carmelitani, attiguo alla Basilica del Carmine. L'accesso dal sagrato è assicurato da due portali seicenteschi che immettono nell'unico ambiente a navata unica con presbiterio (segnalato da tre arcate su colonne) posto a levante. 
Alla parete sinistra si vedono:

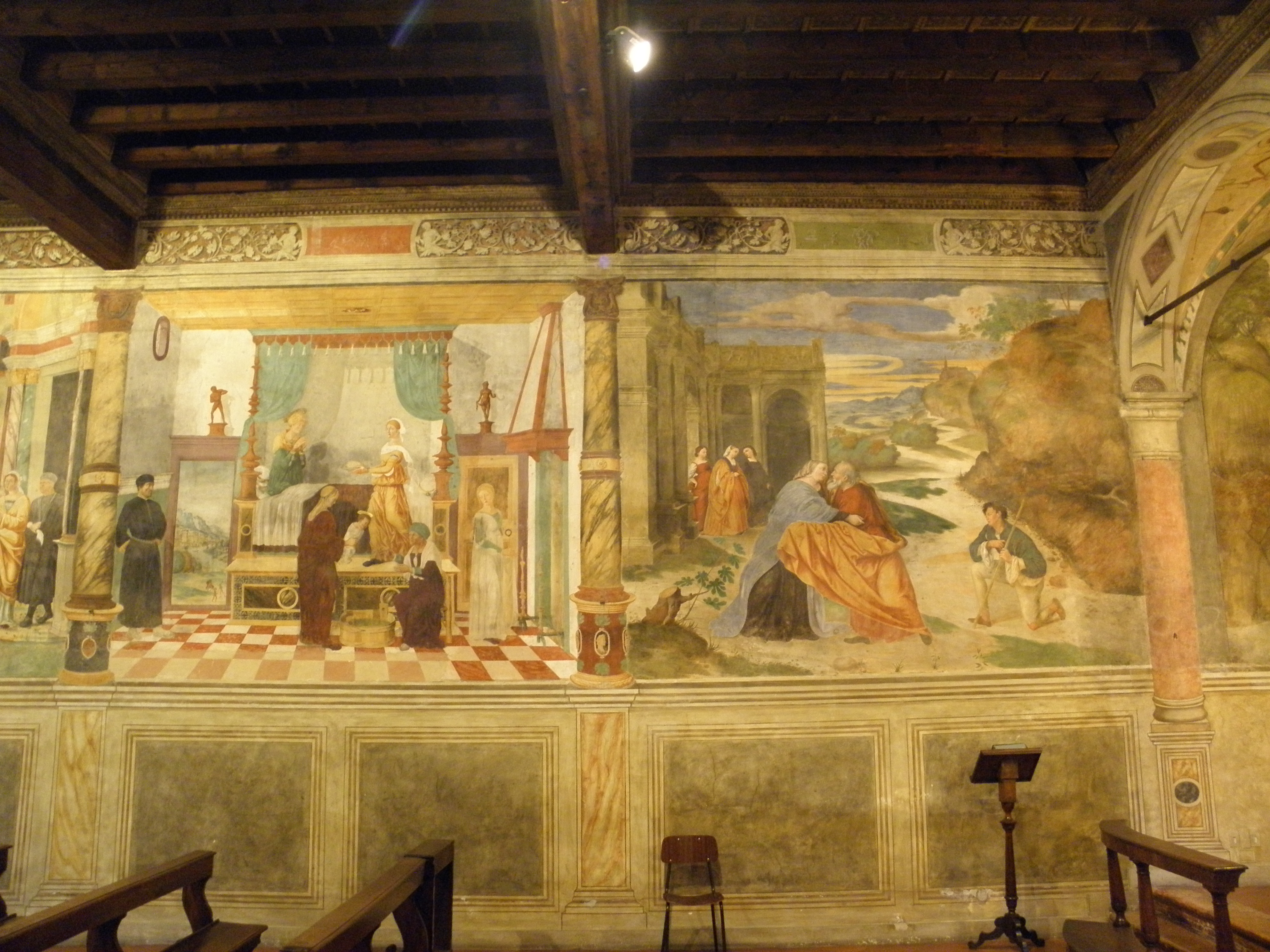
Due affreschi della scuola: a sinistra Natività di Maria di Giulio Campagnola, a destra Incontro di Gioacchino e sant'Anna presso la porta d'oro di Domenico Campagnola.

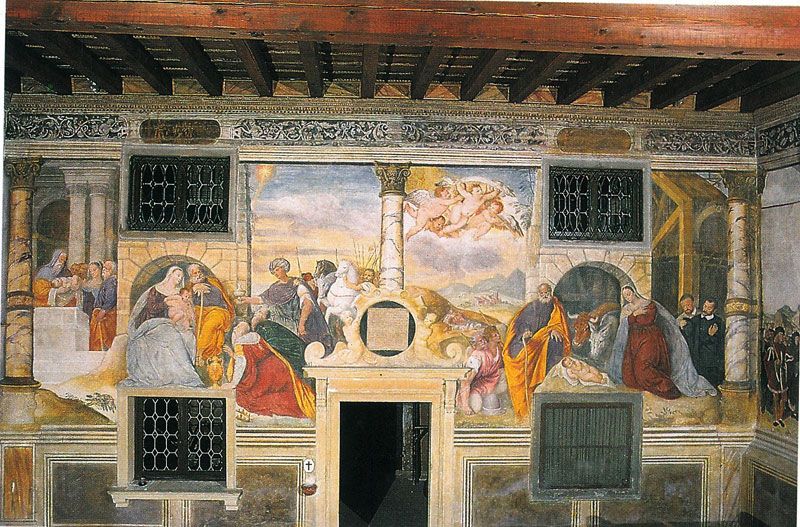
Parete d'ingresso

- Gioacchino scacciato dal tempio di Gerolamo Tessari;
- Gioacchino tra i pastori di Domenico Campagnola;
- Incontro di Gioacchino e sant'Anna presso la porta d'oro di Domenico Campagnola;
- Natività di Maria di Giulio Campagnola;
- Presentazione di Maria al Tempio di Giulio Campagnola;
- Sposalizio di Maria di Giulio Campagnola.

Alla parete d'ingresso sono presenti:
- Natività di Gesù di Stefano dall'Arzare;
- Adorazione dei Magi di Stefano dall'Arzare.

Alla parete destra si vedono:
- Fuga in Egitto di Gerolamo Tessari;
- Gesù a Nazareth di Gerolamo Tessari;
- Gesù tra i dottori di Gerolamo Tessari;
- Discesa dello Spirito santo di Gerolamo Tessari;
- Dormitio Virginis di Gerolamo Tessari;
- Assunzione di Maria di Gerolamo Tessari.

L'altare del 1739 è opera del lapicida Andrea Torreselle e ospita la pala con Madonna e Gesù bambino di Gerolamo Tessari (in antico attribuita a Tiziano Vecellio).
L'atrio, forse ambiente utilizzato un tempo per scopi di servizio, è affrescato con una Natività e putti di Domenico Campagnola. Lungo la parete son visibili anche lacerti di una decorazione a fresco Trecentesca, ricoperta dalla pittura rinascimentale. È collegato con l'attiguo chiostro gotico-rinascimentale della Basilica.